# 神村風子
神村 風子（かみむら ふうこ、3月5日 - ）は、日本のタレント。、役者、アイドル、モデル等の活動をしている。サンスポアイドルリポーター（現・スロパチアイドルリポーターSIR）よび花ノぷりんせすの元メンバー。埼玉県出身。

## 来歴
- 2015年3月、高校時代の友達に誘われ、芸能事務所myuricoに所属。
- 2015年4月、事務所主催のコンシールシアターの定期公演に出演しながら、アイドルグループ 千駄木パティスリィのメンバーとしても活動開始。
- 2015年8月、アイドルグループ にっぽりにぃる。に参加（12月卒業）。
- 2015年11月、サンスポアイドルリポーター（以下SIR）5期候補生（14名）に選出される。
- 2016年1月、SIR5期候補生オーディションで準グランプリを獲得、SIRに正式加入[1]。
- 2016年6月、事務所との契約を解消。SIRの活動はSIR所属として継続。
- 2016年8月、SIRメンバーとしてTOKYO IDOL FESTIVAL 2016に出演。以降、2018年まで毎年出演した。
- 2016年9月、『真夜中のおバカ騒ぎ!』出演開始。以降、毎月のサバイバルレースを24回に亘って勝ち残り、当時の歴代ランキング1位を獲得。2023年4月の放送終了時点では歴代3位[2]。
- 2018年3月、SIRとして初のメジャーリリースシングルに参加。
- 2019年2月、SIRを卒業[3]。SIR内の人気争奪イベント「SIR総選挙」では、2016年圏外、2017年6位、2018年3位。SIRの楽曲センター決めイベントである銀玉サーキットでは、2016年6位、2017年7位、2018年12位。
- 2019年7月、SIR卒業後は舞台中心に活動し、「Milky Way, Faraway 〜七夕伝説異聞〜」で初主演。
- 2021年12月、MKsoul Recordsよりシングル「なきむしうさぎ」をリリース[4]。
- 2023年9月、小泉花恋、美渡夏妃、飯田愛梨との4人で「花ノぷりんせす」を結成。
- 2024年10月、花ノぷりんせすを卒業[5][6]。

## 人物
- 芝居や歌が大好きで、大学院に通いながらタレント活動を始めた。大学院では国文学を専攻し、2018年3月に修士号を取得。
- SIR時代のメンバーカラーは緑[7]。キャッチコピーは「幸せグリーンエメラルド 年中無休の美ッ少女！」。
- 趣味は、お菓子作り、かわいいもの集め（テディベア・女児玩具等）、創作活動。
- 特技は、空手（黒帯）、日本舞踊。
- 花ノぷりんせすでの担当カラーは白。担当フラワーはすずらん、花言葉は「純粋」「純潔」「謙遜」そして「再び幸せが訪れる」。

## 出演

### テレビ
- つんつべ♂バク音（2015年7月16日、TOKYO MX）
- SIR5期生オーディション〜SIR5期生への道〜（2015年10月30日 - 2016年1月8日、TOKYO MX）
- 開店!SIRのパチスキ!（2015年10月30日 - 2019年2月、TOKYO MX） - 第18回より5期候補生として、第31回より5期生として出演。
- 真夜中のおバカ騒ぎ!（2016年9月 - 2018年3月、2018年5月 - 2018年10月、チバテレ、TOKYO MX）

### 舞台
2015年
- コンシールシアター「純喫茶へようこそ[8]」（2015年8月22日、渋谷コンシールシアター）

2018年
- JAT「朗読劇 銀河鉄道の夜〜私たちは、夜空に瞬く夏のトライアングル〜[9]」（2018年7月27日、赤坂Chanceシアター） - 津田花梨 役

2019年
- アサルトリリィ×私立ルドビコ女学院×人狼TLPT S「未来への十字架 II[10]」（2019年2月8日 - 17日、大塚・萬劇場） - 神楽坂・タチアナ・琴子 役
- JAT「獄窓〜宛名なき手紙〜」優チーム（2019年4月17日 - 21日、中野・ウエストエンドスタジオ） - 慧 役
- オラクルナイツ「WAR→P! in Fantasy〜封印の聖祭と憂国の戦乙女〜[11]」（2019年4月26日 - 5月6日、王子・BASEMENT MONSTAR） - ゲートキーパー ネルレル 役
- 黒薔薇少女地獄「Gothic&Lolita Fantasia vol.3[12]」Aキャスト（2019年5月21日 - 6月2日、三栄町Live） - 人形サラ 役
- Favorite Banana Indians「Milky Way,Faraway〜七夕伝説異聞〜」（2019年7月25日 - 28日） - 川原沙織 役（舞台初主演）
- アリスインプロジェクト「真約・魔銃ドナー[13]」（2019年8月7日 - 18日、池袋・シアターKASSAI） - 坂上桜子 役
- 三ツ目鳥「まもの」（2019年10月12日 - 14日、鷺宮・jagaimo劇場） - 安藤ミサ 役
- 劇団±0「歪み[14]」（2019年10月23日 - 27日、上井草・エリア543） - 美由紀 役
- E-Stage Topia「ペトリコール[15]」team IJB（2019年11月27日 - 12月8日、中野・HOPE）- 烏守雛羽 役

2020年
- ベニバラ兎団「わたしの好きなぼうりょく[16]」（2020年1月15日 - 16日、四谷天窓）- 瀬野 役
- オフィス・インベーダー「レジスタンスイレブン〜バレンタインを守り抜け!〜[17]」ガールズ版（2020年2月11日、コフレリオ新宿シアター）
- 爆走おとな小学生「Office-9no1-[18]」（2020年2月27日 - 3月8日、CBGKシブゲキ!!）- 女郎蜘蛛 役
- オオナムチ（2020年9月9日 - 13日、テアトルBONBON） - 堺凪 役

2021年
- E-Stage Topia「堕天使は薄い本を閉じて2020」復活公演[19]（4月29日 - 5月9日、上野ストアハウス）- 新橋美愉 役
- 海賊のように飲む会第15回本公演－10周年記念公演－「あぁ愛しのモブの群れ々よ〜その辺の人に感謝しな〜」（2021年6月23日 - 6月27日、上野ストアハウス） - 綺麗田美麗（安納妹子） 役
- END es PRODUCE『リベルテ Vol.19』（2021年12月27日 - 31日、本所松坂亭劇場）

2022年
- 「魔女エステリーゼの事件簿」（1月18日） - モニカ 役
- E-Stage Topia「亡国ニ祈ル天ハ、アラセラレルカ」[20]（3月9日 - 13日、中野・ザ・ポケット） - 蘇我恵美子 役
- 海賊のように飲む会「あたいと浅草の闇のグッドフェローズ」[21][22]（4月20日 - 4月24日、上野ストアハウス） - 明日今日子 役
- 劇団物語研究所「ガラクタ姫とアポストロフ」（6月1日 - 5日、王子小劇場）
- SPIRALCHARIOTS 第28回公演「Y-1 役者天下一舞闘会 RE:ゼロから」（2022年6月29日 - 7月3日、下北沢小劇場楽園）
- GAME－誰も知らない－（2022年7月13日 -17日、シアターグリーン BASE THEATER） - 天海恵未 役
- 劇団ぱすてるからっと「裏シンデレラ物語」[23][24]（9月28日 - 10月2日、下北沢・本多劇場小劇場B1） - シンデレラ役
- 東出有貴プロデュース公演【冬のオムニバス】（11月2日 - 6日、赤坂CHANCEシアター）
- 劇団ココア5周年記念公演 舞台『魔女エステリーゼの事件簿〜溟海と卍編〜』（2022年11月23日 - 27日、萬劇場） - アンジェラ 役

2023年
- 劇団丸組 新山猫最終章（2023年2月16日 - 19日、CBGKシブゲキ!!） - 酉 役
- E-Stage Topia「将棋図巧・煙詰-そして誰もいなくなった-」[25]（4月7日 - 4月16日、上野ストアハウス） - 玉将 役
- 劇団ぱすてるからっと「時計塔のレイラ」[26]（4月26日 - 4月30日、渋谷・CBGKシブゲキ!!） - ヨツバ 役
- 流星レトリック『Celestine10 -ホラーナイト-』（2023年8月5日 - 6日、アルネ543）
- Charm vol.13「フクロウガスム」[27]（8月23日 - 28日、池袋・シアターグリーンBASE THEATER） - ウサギ 役
- 劇団バルスキッチン「志立彩色女学院アイドル科」[28][29]（9月13日 - 18日、高島平・バルスタジオ） - 多田野明香里 役

2024年
- 朗読劇「メタ娘〜みんなの初詣を取り戻せ♪ お正月ドロボウ編〜」[30]（1月26日 - 1月28日、荻窪・オメガ東京） - 加賀美蘭 役
- Charm vol.14「Withered Life〜苛烈玖州事変〜」[31]（2月14日 - 18日、池袋・シアターグリーンBIG TREE THEATER）
- オラクルナイツ「WAR→P！ in Fantasy 暦星（こよみぼし）と虹の冠」[32][33]（5月31日 - 6月9日、王子・BASEMENT MONSTAR） - シスレーティア 役
- END es PRODUCE『リベルテ Vol.27』（2024年6月28日、本所松坂亭劇場）
- プロダクションピエロ「三国ワルキューレ」（2024年8月14日 - 18日、中落合・シアター風姿花伝） - カグラ 役[34]
- オラクルナイツ「WAR→P！ in WARP 忘却の夥門」（11月9日、王子・BASEMENT MONSTAR） - アーティ 役
- S.I.P.H Theater「この碧虚の世界に少しの魔法をかけて」（12月11日 - 15日、六行会ホール）如月陽茉莉役[35]
- END es PRODUCE『リベルテ Vol.29』（12月27日、本所松坂亭劇場）

2025年
- 三栄町LIVE×くろばらしょうじょじごく公演Vol.16「緋色、凍レル刻ノ世界、永遠」（1月8日 - 26日、三栄町LIVE STAGE）[36]
- スパイラルチャリオッツ「タタタントアール vol.1」（2月11日、東中野・バニラスタジオ）[37]
- 劇団空感演人「蜘蛛の巣」（3月19日 - 24日、両国・エアースタジオ） - 山中綾子 役[38]
- AShiATO企画「ばらえてぃぱっく」（4月5日、本所松坂亭劇場）
- メディアンプロ「最高の恋愛リアリティショー」（5月20日 - 25日、新宿シアターブラッツ）
- END es PRODUCE「ARCHIVE(アーカイヴ)」（7月30日 - 8月3日、劇場HOPE）

### 映画
- 映画「YAMANEKO」（2025年1月24日公開） - お蝶 役

### ライブコンサート
- アニ祭（2023年9月1日、渋谷PLEASURE PLEASURE）
- IDREAM LIVE vol.1（2023年9月24日、新宿SAMURAI）[39]
- 小泉花恋ソロ再始動3周年記念ワンマンライブ「Merry Merry Panda Christmas Day」（2024年12月22日、上野音横丁）[40]

### インターネットテレビ
- SIRパチンコ放送局「新装開店!SIRの生パチ!」（2015年11月 - 2019年2月、ニコニコ生放送公式チャンネル）

### 声の出演
- ドラマCD DUEL!（2017年10月28日、ゲーマーズ） - 叶菊玖 役
- ブラウザ・アプリゲーム「ヘルプ！恋が丘学園おたすけ部」（2019年1月 - ） - 飴村モカ 役
- ゲーム「メタ娘」 - 加賀美蘭 役